# 金水河镇
金水河镇，是中华人民共和国云南省红河哈尼族彝族自治州金平苗族瑶族傣族自治县下辖的一个乡镇级行政单位。

## 行政区划
金水河镇下辖以下地区：
金水河村、老刘村、普角村、南科村、乌丫坪村和龙骨村。